# همتایان
«همتایان» آلبومی از راش است که در سال ۱۹۹۳ میلادی منتشر شد.